# Svéd-Pomeránia
Svéd-Pomeránia (svédül: Svenska Pommern; németül: Schwedisch-Pommern), más néven Svéd-Elő-Pomeránia a történelmi Pomerániai Hercegség nyugati része a Balti-tenger déli partján, amely az 1630-as stettini szerződéstől 1815-ig a svéd korona hűbéri birtoka volt. De facto 1637-ben, a Greifen hercegi ház kihalása után lett Svédország birtoka. Az 1648-as vesztfáliai békeszerződés rögzítette státuszát, mint a Svéd Királyságnak nyújtott császári hűbéradományt. Kisebb részeit az 1679-es saint-germaini békeszerződésben, majd az 1720-as stockholmi békeszerződésben Brandenburg-Poroszország kapta meg. 1815-ben, a bécsi kongresszus döntése alapján teljes egészében a Porosz Királysághoz csatolták. A második világháború vége óta a területén Németország (Mecklenburg-Elő-Pomeránia szövetségi tartomány) és Lengyelország osztozik.

## Svédország katonai stratégiája a 17. században
A Svéd Királyság (akárcsak ellenlábasa, a Dán Királyság) a középkor óta folyamatosan törekedett arra, hogy a Balti-tenger déli, német partján is szárazföldi birtokokat (latinul: dominium maris baltici) szerezzen, melyeket a hadiflotta támaszpontjaként és hídfőállásként használhatott a kontinens felé indított hadműveleteihez, az anyaország veszélyeztetése nélkül. A 17. századi svéd–lengyel háborúkban Svédország már több dél-balti területet vont ellenőrzése alá, Livóniában és a Porosz Hercegségben.

## A Pomerániai Hercegség vége
1625-ben, a pomerániai rész-hercegségek uralkodóinak kihalása után a Greifen-házból való XIV. Bogiszláv herceg, Cammin címzetes püspöke, 1617 óta Pomeránia-Rügenwalde, 1620 óta Pomeránia-Stettin hercege saját kezében egyesítette egész Pomerániát, és felvette a Pomeránia uralkodó hercege (Herzog von Pommern) címet. A harmincéves háborúban semlegességi politikát folytatott, de nem tudta megakadályozni, hogy 1628-ban császári csapatok foglalják el országát egészen Stralsundig. Ugyanebben az évben Svédország is beavatkozott a háborúba, előbb csak segédcsapatokkal, Stralsund védelménél. 1630 tavaszán a svédek elfoglalták Rügen szigetét, júliusban II. Gusztáv Adolf király vezetésével partra szálltak Usedom szigetén. 1631 nyarára már teljesen kiszorították a megszálló császáriakat a Pomerániai Hercegségből.
1630 szeptemberében a svéd király szövetségi szerződést kötött Pomeránia uralkodó hercegével, a gyermektelen XIV. Bogiszlávval. A szerződést visszadatálták 1630. július 10-re (Gergely-naptár sz. július 20-ra), a svéd királyi hadsereg partraszállásának időpontjára. Ezzel II. Gusztáv Adolf király megfordította az 1529-ben a Greifen és a Hohenzollern-házak között megkötött grimnitzi szerződésben rögzített örökség-egyesítést (Erbeinung) Brandenburg és Pomeránia között, biztosítva a maga számára a Greifen-örökséget, ha György Vilmos brandenburgi választófejedelem nem teljesítené a svédek által támasztott kárpótlási igényeket.
Miután XIV. Bogiszláv herceg 1637-ben gyermektelenül elhunyt, II. Ferdinánd német-római császár a Pomerániai Hercegséget György Vilmos brandenburgi választófejedelemnek adta hűbéri birtokul. A svéd katonai túlerő ellenében György Vilmos még császári segítséggel sem tudott hozzáférni új tartományához. Nyugat-Pomerániában a megszálló svéd katonai hatóság egy év alatt átszervezte a közigazgatást. Ez alatt a régi („hátrahagyott”) pomerániai hercegi tanácsnokok még a helyükön maradtak. Egy év után, 1638 tavaszán a svédek átvették a polgári kormányzást is. A megszálló hadak főparancsnokát, Johan Banér tábornagyot (1596–1641) kinevezték polgári főkormányzónak is. Hátsó-Pomeránia és Elő-Pomeránia igazgatására egy-egy alkormányzót rendeltek mellé.
A Brandenburgi Választófejedelemség vitatta a kialakult helyzet jogosságát. A svédek hosszú éveken át tárgyalásokat folytattak Brandenburggal, amely kárpótlásként megkapott néhány kisebb birtokot (Magdeburgi főkáptalan, Halberstadti kolostor, stb.) A harmincéves háborút 1648-ban lezáró vesztfáliai békeszerződésben rögzítették a Pomerániai Hercegség felosztását: a Brandenburgi Választófejedelemség megkapta a keleti részt, Hátsó-Pomerániát, a Svéd Királyság megszerezte a nyugati részt, azaz egész Elő-Pomerániát és Rügen szigetét, az Odera torkolatvidékét (a Stettini-öblöt) és még egy területsávot az Odera folyó keleti (jobb) partján. Ezt a területet nevezték „Svéd-Pomerániának”. A határ pontos nyomvonaláról és a Kolberg (Kołobrzeg) erődjének átadásáról Brandenburg és Svédország csak később, az 1653-as stettini határegyezményben (németül: Stettiner Grenzrezess) állapodtak meg.

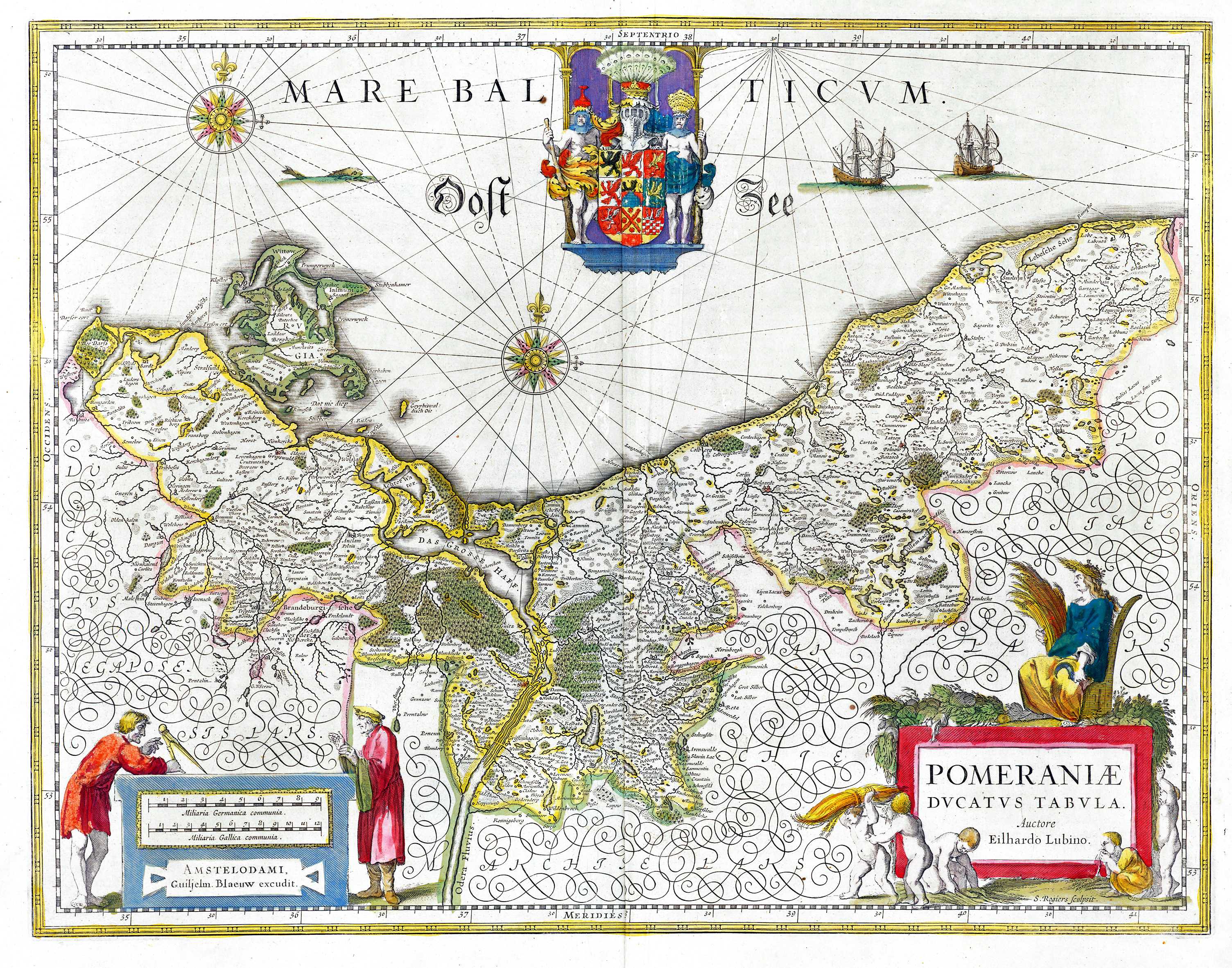
Pomeránia 1635-ben (Atlas Maior)

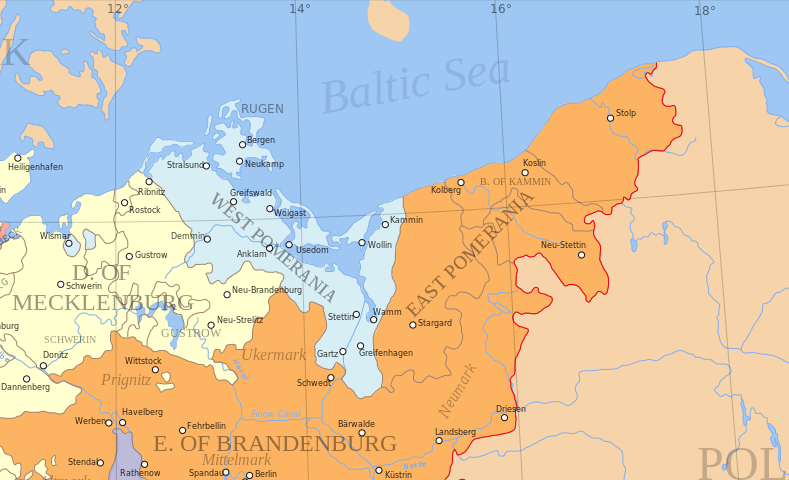
Pomeránia az 1653-as határegyezmény után („Nyugat-Pomeránia” = Svéd-Pomeránia)

## A svéd korona hűbéri birtoka
A pomerániai birtokot Svédország, mint a Birodalom örökös hűbérese kapta meg, így a svéd királyok a régi Greifen-házi hercegek címét és jogait viselhették. Politikai nézetkülönbségek miatt azonban Svédország a császár általi beiktatást (invesztitúrát) csak néhány évvel később kapta meg. A tartomány rendjei formálisan csak 1664-ben hódoltak meg az új uralkodónak, és fogadták el a hercegség új alkotmányát (Regimentsverfassung), a régi, 1634-es alkotmány átdolgozott változatát. 1648–1806 között Pomerániának e része államjogilag Svédország része volt, a király által kinevezett helytartó vagy főkormányzó irányította, akinek személye mindig a svéd főnemesség köréből került ki. 1663–1806 között Svédország királya (Pomeránia hercegének minőségében) állandó helyet kapott a regensburgi birodalmi gyűlésben, a Reichstag-ban.
1653-ban megalapították a dél-balti svéd területek ügyeiben illetékes közös legfelső bíróságot Wismar székhellyel. (Később, az 1803-as malmői elzálogosítási szerződés alapján a Wismar feletti svéd ellenőrzés megszűnt, a főbíróság székhelyét előbb Stralsundba, majd Greifswaldba helyezték át).
Svéd-Pomeránia birtoklása módot adott Svédországnak, hogy az anyaország veszélyeztetése nélkül aktívan részt vehessen a kontinensen folyó háborúkban. Az „előretolt helyőrség” újra és újra hadszíntérré vált. Az 1655–1660-as északi háborúban Svéd-Pomeránia a svéd hadsereg felvonulási és utánpótlási bázisa volt. Az 1674–1679-es svéd–brandenburgi háborúban a svéd csapatok innen kiindulva özönlötték el Brandenburgot, de a fehrbellini csatavesztés után teljesen kiszorultak a tartományból. A vesztes Svédország csak a háborút lezáró saint-germaini békeszerződésben, a szövetséges Franciaország erőteljes diplomáciai támogatása és Brandenburg elleni katonai fellépése után sikerült visszakapnia Svéd-Pomerániát, csak egy kisebb partmenti sávot kellett átadnia Brandenburgnak.

## Területi veszteségek a 18. században

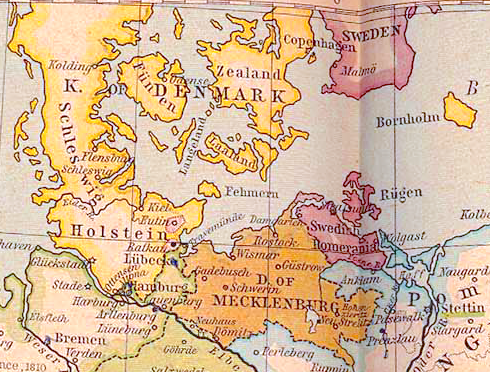
Svéd-Pomeránia határai 1720-ban

A nagy északi háború idején, a dánok 1715-ös pomerániai hadjárata során IV. Frigyes dán király megszállta Svéd-Pomerániának a Peene folyótól északra fekvő részét, a déli részt és az Odera folyó szigeteit a Porosz Királyság foglalta el. Dánia a középkori Rügeni Hercegség helyreállítását és az anyaországhoz csatolását tervezte, megkezdte a földmérést (lusztrációt) és a közigazgatás átszervezését. Az 1721-es (Julián-naptár sz. 1720-as) stockholmi békeszerződésben azonban a Dánia által megszállt területrészt vissza kellett adni Svédországnak, a Peene folyótól délre fekvő terület, beleértve a fővárost, Stettint is, Poroszország birtokában maradt.
1720 után Svéd-Pomeránia területe már csak Rügen szigetét és a Peene folyótól északra fekvő területet foglalta magába. Székhelyét Stralsund erődített városába helyezték. A terület hídfő-jellege megmaradt, a hétéves háborúban is innen indultak a svéd csapatok a Brandenburgi Őrgrófság és Pomeránia tartományok elfoglalására.

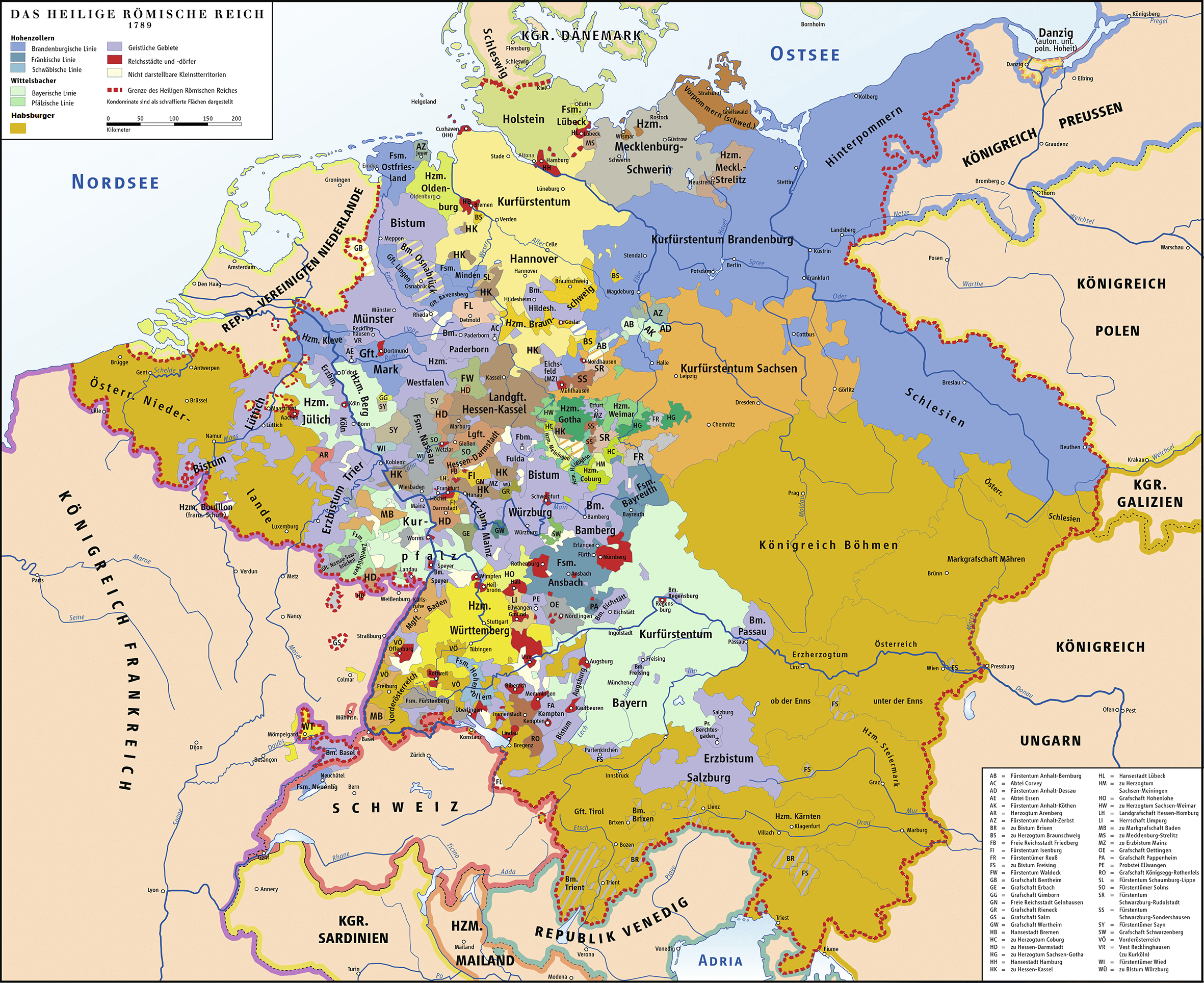
Svéd-Pomeránia barna színnel, a Balti-tenger partján, a Német-római Birodalom térképén (1789)

A vidék szülöttje, Thomas Heinrich Gadebusch (1736–1804 ) német történész és jogtudós 1796-tól haláláig a svéd királyi kancellária tanácsosa volt. Számos fontos művében dolgozta fel Pomeránia történelmét és jogrendjét. Életművét a Stockholmi Birodalmi Levéltár (Riksarkivet) őrzi.
1806-ban, a Német-római Birodalom felbomlásakor Svéd-Pomeránia államjogi helyzete is megváltozott. IV. Gusztáv Adolf svéd király egy területvédő milícia felállítását rendelte el, de ezt a rendi gyűlés megtagadta. A király emiatt 1806. június 26-án az addig fennálló tartományi alkotmányt és semmissé nyilvánította Svéd-Pomerániának a Birodalomhoz tartozását. A Birodalom kötelékéből kiszakított területet a Svéd Királyság bekebelezte, még mielőtt II. Ferenc császár lemondott volna a német-római császári koronáról, és a Rajnai Szövetség megalakult volna. Megkezdődött a svéd alkotmány bevezetése, eltörölték a jobbágyrendszert, jogi és közigazgatási reformokat hajtottak végre. Az új státust hivatalosan 1806 augusztusában tartott greifswaldi rendi gyűlésen hirdették ki. Az 1807-ben bekövetkező francia megszállás azonban évekkel késleltette az átalakítást.

## Átadás Poroszországnak

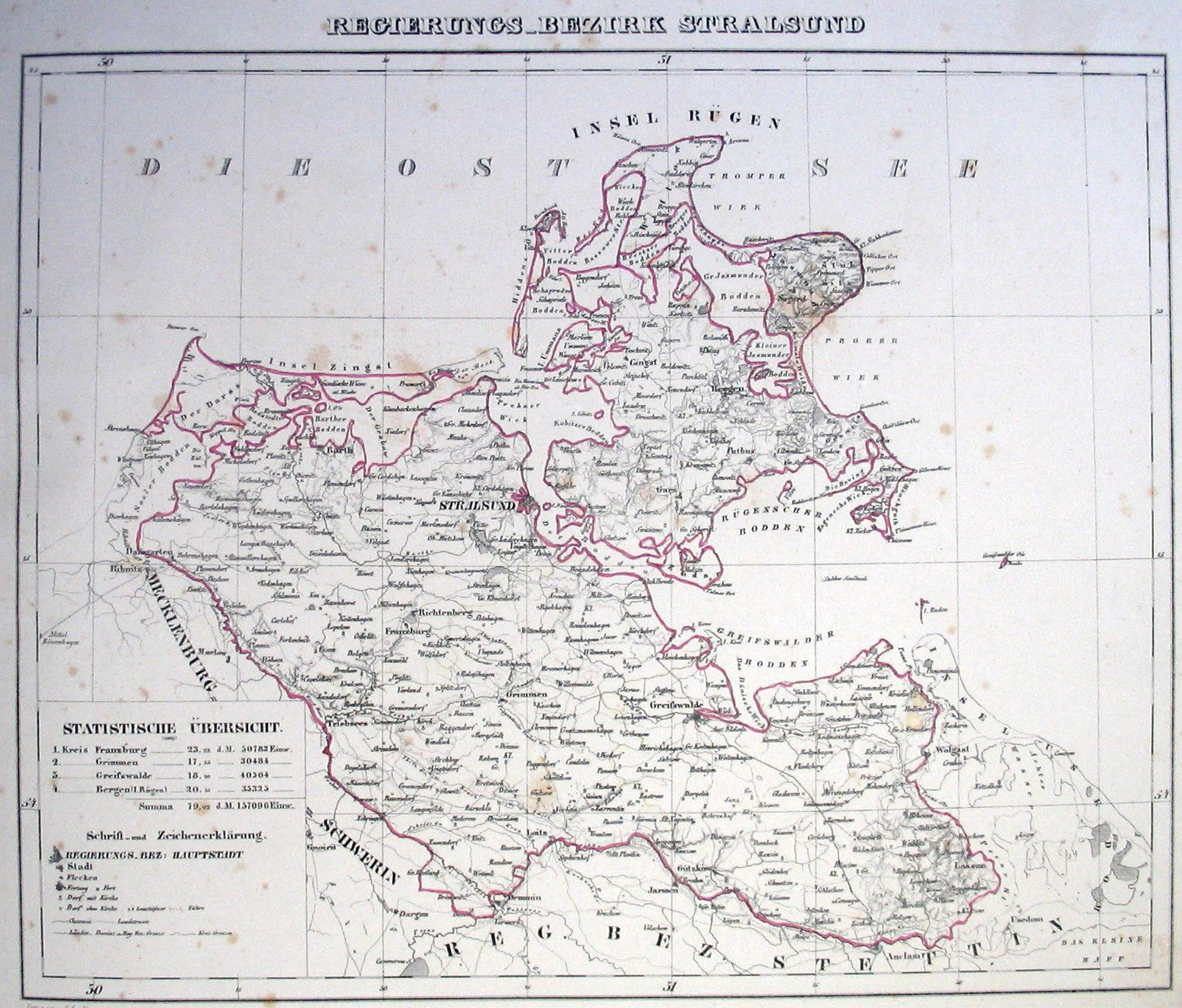
Stralsund közigazgatási körzete, Poroszország, 1818. (Területe azonos Svéd-Pomeránia 1720 utáni területével)

A napóleoni háborúk során Svéd-Pomeránia területe két alkalommal került a franciák megszállása alá (1807–1810 között, és 1812–13 között). Ezekben az időszakokban Svédország átmenetileg visszanyerte a rendelkezést megmaradt tengerentúli tartományai felett. 1810-től a tervezett igazgatási reformokat részben végrehajtotta. Svédország 1814-ban hadjárattal elfoglalta a korábban Dániához tartozó Norvégiát. Az 1814. január 14-én megkötött kieli békeszerződésben Dániának kárpótlásul odaígérte Svéd-Pomerániát. Mivel azonban Dánia nem tudta fizetni Svédországnak a szerződésben kikötött hadikárpótlást, a svéd kormány a bécsi kongresszuson a Porosz Királysággal egyezett meg Svéd-Pomeránia átengedéséről. Cserében Poroszország átengedte Dániának a Szász–Lauenburgi Hercegséget és magára vállalta a Svédországnak járó, Dániát terhelő hadikárpótlás kifizetését.
Svédország hivatalosan 1815. október 23-án adta át Poroszországnak Svéd-Pomerániát, Wilhelm Malte, Putbus hercege, svéd főkormányzó és a porosz kormány megbízottai jelenlétében. A terület 1818-ig „Stralsund kormányzati körzet” néven különleges jogállást kapott, majd beolvasztották a Porosz Királyság újonnan alakított Pomeránia tartományába. A volt Svéd-Pomerániát (amely 1815-ben vált porosz birtokká) a köznyelvben sokáig „Új-Elő-Pomeránia (és Rügen)” (németül: Neuvorpommern (und Rügen) néven emlegették, megkülönböztetve „Ó-Elő-Pomerániától” (Altvorpommern), utóbbi a Peene és az Odera folyóktól keletre fekvő részt jelentette, mely már 1720 óta Poroszország birtoka volt.